# Жаргон (Черемхово)
Жаргон (бур. Жоргон (Зургаан)) — микрорайон (посёлок) города Черемхово в Иркутской области России. Возник как посёлок при станции (ныне платформа) Жаргон на линии Тайшет — Иркутск-Пассажирский в Черемховском районе Иркутской области. В августе жители Жаргона празднуют день посёлка.

## Происхождение названия
Предполагают, что название Жаргон произошло от бурятского зургаан (на аларском диалекте жоргон) — шесть. Станция расположена в 6-и километрах от станции Черемхово.

## География
Находится при линии Транссибирской магистрали, автодорогой регионального значения 25Н-529. К западной окраине примыкает заимка Ступина, входящее в Новогромовское муниципальное образование Черемховского района.
Климат территории резко континентальный, характерна большая амплитуда температур, малое количество осадков, высокий коэффициент солнечной радиации.

## История
Населённый пункт появился при строительстве железной дороги. В селении жили семьи тех, кто обслуживал железнодорожную инфраструктуру.
В 1930-е годы в окрестностях посёлка был создан аэродром черемховского авиаклуба. От этого произошло название одной из улиц посёлка — Аэродромной.
В 1950-е годы построена силовая электроподстанция, для работников которой возвели двухквартирные дома. Началась электрификация посёлка. Была построена школа (ныне не работает). Функционировала государственная автозаправочная станция.
В связи с закрытием шахты станция была ликвидирована и преобразована в остановочный пункт.
В результате лесных пожаров в Иркутской области 28 апреля 2017 года в посёлке сгорело 3 дома.

## Инфраструктура
Личное подсобное хозяйство. Есть магазин.

## Транспорт
Автобусное сообщение. Остановка общественного транспорта «Жаргон».
Платформа Жаргон для пригородных электропоездов.
Частично функционирует как запасное лётное поле аэродром, предназначенный для посадки санитарной, пожарной и химической авиации.